# Daliah Lavi
Daliah Lavi (Daliah Lewinbuk, en hebreo: דליה לביא‎; 12 de octubre de 1942-3 de mayo de 2017) fue una actriz, cantante y modelo israelí.

## Vida y carrera
Lavi nació en Shavei Zion, Mandato británico de Palestina, de padres judíos provenientes de Alemania y Rusia. Estudió ballet en Estocolmo, Suecia, donde hizo una aparición en la película Hemsöborna (1955). De regreso a Israel, trabajó como modelo. En 1959, una foto pin-up de ella en una piscina de Río de Janeiro ajustándose la parte superior del bikini después de que se le rompiera, fue ampliamente difundida por Associated Press. Su carrera interpretativa tomó forma en 1960, cuando empezó a aparecer en numerosas producciones estadounidenses y europeas. Daliah hablaba varios idiomas con fluidez, lo que le permitió actuar en películas en alemán, francés, italiano, español e inglés. Algunas de sus películas incluyen Two Weeks in Another Town de Vincente Minnelli (1962) junto a Kirk Douglas, el clásico del terror gótico La Frusta e il corpo de Mario Bava (1963) y The Silencers, de la saga del agente especial Matt Helm (1966).
Sin embargo, su rol más reconocido se dio en la primera adaptación de la novela de Ian Fleming Casino Royale (1967). Como su carrera en la actuación tuvo una acogida tibia entre el público y empezaba a sentirse encasillada en el papel de mujer fatal escasamente vestida, Lavi aceptó un nuevo rumbo cuando fue descubierta por el productor Jimmy Bowien y empezó una exitosa carrera como cantante en Alemania, con éxitos como "Oh, wann kommst du?", "Willst du mit mir gehn?" y "C'est ça, la vie (So ist das Leben)".

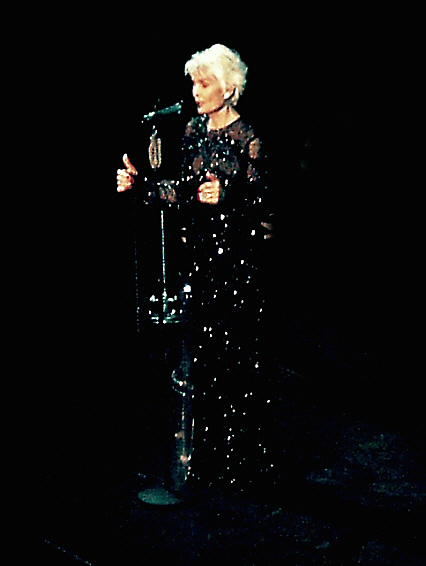
Lavi en concierto en 2009.

## Filmografía
- The People of Hemso (1955)
- Brennender Sand (1960)
- Candide ou l'optimisme au XXe siècle (1960)
- Un soir sur la plage (1961)
- Violent Summer (1961)
- Three Faces of Sin (1961)
- The Return of Doctor Mabuse (1961)
- The Game of Truth (1961)
- Two Weeks in Another Town (1962)
- Il demonio (1963)
- The Whip and the Body (1963)
- Old Shatterhand (1964)
- Cyrano et d'Artagnan (1964)
- Lord Jim (1965)
- La Celestina P... R... (1965)
- Shots in Threequarter Time (1965)
- Ten Little Indians (1965)
- The Silencers (1966)
- The Spy with a Cold Nose (1966)
- Casino Royale (1967)
- Jules Verne's Rocket to the Moon (1967)
- Nobody Runs Forever (1968)
- Some Girls Do (1969)
- Catlow (1971)
- Mrs. Harris und der Heiratsschwindler (1991)